# Liste des séries parues dans le Monthly Afternoon
Cette page annexe liste l'ensemble des séries de manga étant ou ayant été prépubliées dans le magazine mensuel Afternoon de l'éditeur Kōdansha. Chaque numéro offre environ 30 histoires (de différents auteurs) sur plus de 800 pages. Afternoon a publié plusieurs séries célèbres telles que Ah! My Goddess, L'Habitant de l'infini et Vinland Saga

## Mode d'emploi et cadre de recherche
- Le tableau est triable.
  - Le tableau est, par défaut, affiché dans l'ordre d'apparition. Les 1re et 5e colonnes (« No  » et « Première publication ») trient dans le même ordre.
  - Les séries en cours apparaissent en fin de tableau si le tri est effectué selon la 6e colonne. Elles sont triées entre elles par ordre de première publication.
  - Des clés de tri en hiragana sont utilisées pour la 2de colonne.
  - Les 7e et 8e colonnes disposent d'un système de clés de tri afin de ne pas avoir de diacritique.
- Les 5e et 6e colonnes sont sous la forme « aaaa.nn » où « aaaa » désigne l'année et « nn » le numéro de la publication à prendre en compte.
  - S'il s'agit d'un numéro double, il apparait sous la forme « aaaa.nn/NN » où NN désigne le second numéro.
  - Une balise d'appel de références est automatiquement créée pour chaque année utilisée dans le tableau, il est toutefois nécessaire de créer la référence correspondante en fin de page.
- Deux couleurs sont utilisées dans le tableau pour signaler les manga en cours de publication lors de la dernière mise à jour :

|  | Manga en cours de publication le Février 2022 ; |

|  | Manga transféré dans un autre magazine et encore en cours de publication le Février 2022. |

- La 4e colonne (« Titre français ») n'est remplie que s'il existe un titre officiel en français choisi par un éditeur francophone.
- Les liens vers les articles en français se font dans la 4e colonne si elle est remplie, dans la 3e sinon.
- Les liens vers les articles en japonais n'existent que si l'article existe.
- Chaque année, groupe de hiragana ou lettre dispose d'une ancre. Après avoir trié selon ses désirs le tableau, il est possible de faire une recherche grâce au cadre ci-dessous.

| Type                    | Type                    | Liens | Pour les colonnes                                                                           |
| ----------------------- | ----------------------- | --- | ------------------------------------------------------------------------------------------- |
| Par ordre chronologique | Par ordre chronologique | - 1987 - 1988 - 1989 1990 - 1991 - 1992 - 1993 - 1994 - 1995 - 1996 - 1997 - 1998 - 1999 2000 - 2001 - 2002 - 2003 - 2004 - 2005 - 2006 - 2007 - 2008 - 2009 2010 - 2011 - 2012 - 2013 - 2014 - 2015 - 2016 - 2017 - 2018 - 2019 2020 - 2021 | No , Première publication, Dernière publication                                             |
| Par ordre chronologique | Par ordre chronologique | En cours | Dernière publication                                                                        |
| Titre                   | Par ordre numérique     | 0 à 9 | Titre japonais, Transcription, Traduction, Titre français, Auteur (dessinateur), Scénariste |
| Titre                   | Par ordre syllabaire    | - あ - か - さ - た - な - は - ま - や - ら - わ - ん | Titre japonais                                                                              |
| Titre                   | Par ordre alphabétique  | - A - B - C - D - E - F - G - H - I - J - K - L - M N - O - P - Q - R - S - T - U - V - W - X - Y - Z | Transcription, Traduction, Titre français, Auteur (dessinateur), Scénariste                 |

## Liste
| No     | Titre japonais                                                                | Transcription                                                                     | Titre français                         | Première publication | Dernière publication | Auteur (Dessinateur) | Scénariste                        |
| ------ | ----------------------------------------------------------------------------- | --------------------------------------------------------------------------------- | -------------------------------------- | -------------------- | -------------------- | -------------------- | --------------------------------- |
| 000 c  | んんん                                                                        | zzzzz                                                                             | 1987                                   | 1987.00              | 1987.00              | zzzzz                | zzzzz                             |
| 001    | 幸福大通り                                                                    | '                                                                                 | —                                      | 1987.02              | ?.                   | Mamoru Uchiyama      | Ryuuji Mizutani                   |
| 002    | 失礼しまっす!                                                                 | '                                                                                 | —                                      | 1987.02              | 1987.04              | Yasushi Hironaka     | —                                 |
| 003    | Let it be!                                                                    | Let It Be!                                                                        | —                                      | 1987.02              | 1987.11              | Gen Takamochi        | —                                 |
| 004    | ASUMI                                                                         | ASUMI                                                                             | —                                      | 1987.02              | 1987.12              | Mitsuru Miura        | —                                 |
| 005    | 田舎刑事                                                                      | '                                                                                 | —                                      | 1987.02              | 1989.05              |                      | —                                 |
| 006    | 冒険!ヴィクトリア!!                                                           | '                                                                                 | —                                      | 1987.02              | 1987.11              | Masashi Tanaka       | —                                 |
| 007    | 開運セールスマン杉山等くん                                                    | Kaiun Salesman Sugiyama Hitoshi-kun                                               | —                                      | 1987.03              | 1987.07              | Yoshimi Kurata       | —                                 |
| 008    | なって頂戴大物に!                                                             | '                                                                                 | —                                      | 1987.03              | 1988.05              |                      | —                                 |
| 009    | 僕はムコ養子                                                                  | Boku wa Mukoyoushi                                                                | —                                      | 1987.05              | 1993.08              | Kazuko Yumeno        | —                                 |
| 010    | TAXIドライバー                                                                | '                                                                                 | —                                      | 1987.07              | 1988.04              | U-Jin                | —                                 |
| 011    | 兎〜うさぎ〜                                                                  | Usagi                                                                             | —                                      | 1987.08              | 1988.08              | Satosumi Takaguchi   | —                                 |
| 012    | おっ! 奥田くんだいじょうぶ                                                    | '                                                                                 | —                                      | 1987.11              | 1989.01              |                      | —                                 |
| 012 c  | んんん                                                                        | zzzzz                                                                             | 1988                                   | 1988.00              | 1988.00              | zzzzz                | zzzzz                             |
| 013    | momo太郎                                                                      | '                                                                                 | —                                      | 1988.05              | 1990.05              | Mamoru Uchiyama      | Yasushi Hironaka                  |
| 014    | がんばれ! アニマルズ                                                          | '                                                                                 | —                                      | 1988.05              | 1989.01              |                      | —                                 |
| 015    | 東京不動産キッズ                                                              | '                                                                                 | —                                      | 1988.07              | 1989.03              |                      | —                                 |
| 016    | 永ちゃん                                                                      | Ei-chan                                                                           | —                                      | 1988.08              | 1989.05              | Seiki Tsuchida       | —                                 |
| 017    | ああっ女神さまっ                                                              | Aa Megami-sama                                                                    | Ah! My Goddess                         | 1988.11              | —                    | Kosuke Fujishima     | —                                 |
| 017 c  | んんん                                                                        | zzzzz                                                                             | 1989                                   | 1989.00              | 1989.00              | zzzzz                | zzzzz                             |
| 018    | 空を斬る                                                                      | '                                                                                 | —                                      | 1989.01              | 1989.06              | Norifusa Mita        | —                                 |
| 019    | 車輪                                                                          | '                                                                                 | —                                      | 1989.03              | 1989.11              |                      | —                                 |
| 020    | 無限館よ永遠に                                                                | '                                                                                 | —                                      | 1989.04              | 1990.01              | Tsukasa Maekawa      | —                                 |
| 021    | タックルBEAT                                                                  | Tackle Beat                                                                       | —                                      | 1989.06              | 1990.01              | Seiki Tsuchida       | —                                 |
| 022    | 考える侍                                                                      | '                                                                                 | —                                      | 1989.06              | 1990.06              | Yoshihiro Yamada     | —                                 |
| 023    | キャプテンアリス                                                              | '                                                                                 | —                                      | 1989.06              | 1990.10              |                      | —                                 |
| 024    | 8月の光                                                                       | 8-gatsu no Hikari                                                                 | —                                      | 1989.09              | 1990.07              | Hideki Arai          | —                                 |
| 025    | ライザ                                                                        | '                                                                                 | —                                      | 1989.12              | 1991.04              | Kazumi Kakizaki      | —                                 |
| 025 c  | んんん                                                                        | zzzzz                                                                             | 1990                                   | 1990.00              | 1990.00              | zzzzz                | zzzzz                             |
| 026    | 寄生獣                                                                        | Kiseijuu                                                                          | Parasite                               | 1990.01              | 1995.02              | Hitoshi Iwaaki       | —                                 |
| 027    | Spirit of Wonder                                                              | Spirit of Wonder                                                                  | —                                      | 1990.01              | 1995.01              | Kenji Tsuruta        | —                                 |
| 028    | Pika☆Pika☆                                                                    | '                                                                                 | —                                      | 1990.02              | 1990.10              |                      | —                                 |
| 029    | 我が家のささえ                                                                | '                                                                                 | —                                      | 1990.02              | 1993.09              | Makoto Tanaka        | —                                 |
| 030    | OLサンダー                                                                    | '                                                                                 | —                                      | 1990.03              | 1991.02              |                      | —                                 |
| 031    | コンパイラ                                                                    | Compiler                                                                          | —                                      | 1990.05              | 1992.10              | Kia Asamiya          | —                                 |
| 032    | サッポロ関節キッズ                                                            | '                                                                                 | —                                      | 1990.07              | 1991.03              |                      | —                                 |
| 033    | HEAVEN                                                                        | Heaven                                                                            | —                                      | 1990.08              | 1992.03              | Gonta                | —                                 |
| 034    | パニックキッス                                                                | '                                                                                 | —                                      | 1990.12              | 1991.07              |                      | —                                 |
| 034 c  | んんん                                                                        | zzzzz                                                                             | 1991                                   | 1991.00              | 1991.00              | zzzzz                | zzzzz                             |
| 035    | GUN SMITH CATS                                                                | Gunsmith Cats                                                                     | Gunsmith Cats                          | 1991.02              | 1997.06              | Kenichi Sonoda       | —                                 |
| 036    | のぼるくんたち                                                                | '                                                                                 | —                                      | 1991.03              | 1993.?               | Mikio Igarashi       | —                                 |
| 037    | コンパイラ                                                                    | Compiler                                                                          | —                                      | 1991.04              | 1993.02              | Kia Asamiya          | —                                 |
| 037    | 龍子                                                                          | Ryuuko                                                                            | —                                      | 1991.06              | 1991.12              | Kazumi Kakizaki      | —                                 |
| 037 c  | んんん                                                                        | zzzzz                                                                             | 1992                                   | 1992.00              | 1992.00              | zzzzz                | zzzzz                             |
| 038    | パラダイスレディー                                                            | Paradise Lady                                                                     | —                                      | 1992.02              | 1993.01              | Kazumi Kakizaki      | —                                 |
| 039    | SINGLE ACTION ARMY                                                            | SINGLE ACTION ARMY                                                                | —                                      | 1992.02              | 1993.01              | Sinichi Hiromoto     | —                                 |
| 040    | ドクトル・ノンベ                                                              | '                                                                                 | —                                      | 1992.02              | 1993.12              |                      | —                                 |
| 041    | ディスコミュニケーション                                                      | Discommunication                                                                  | —                                      | 1992.02              | 2000.11              | Riichi Ueshiba       | —                                 |
| 042    | 眉白町                                                                        | '                                                                                 | —                                      | 1992.02              | 1992.09              |                      | —                                 |
| 043    | 深く美しきアジア                                                              | Magical Super Asia                                                                | —                                      | 1992.02              | 1994.08              | Uen Chen             | —                                 |
| 044    | ブルーミント・ホテル                                                          | '                                                                                 | —                                      | 1992.03              | 1993.11              |                      | —                                 |
| 045    | 人生の方程式                                                                  | '                                                                                 | —                                      | 1992.04              | 1993.01              |                      | —                                 |
| 046    | 地獄の家                                                                      | Jigoku no Ie                                                                      | —                                      | 1992.04              | 1994.05              | Gonta                | —                                 |
| 047    | ワッハマン                                                                    | Wahhaman                                                                          | —                                      | 1992.05              | 1999.04              | Yoshitoo Asari       | —                                 |
| 048    | ヘルマドンナ                                                                  | '                                                                                 | —                                      | 1992.05              | 1992.12              | Kiyoshi Haraguchi    | —                                 |
| 049    | スズキ                                                                        | '                                                                                 | —                                      | 1992.05              | 2003.03              |                      | —                                 |
| 050    | なにわ慕情                                                                    | '                                                                                 | —                                      | 1992.05              | 1994.02              |                      | —                                 |
| 051    | よしえサン                                                                    | Yoshie-san                                                                        | —                                      | 1992.05              | 2000.07              | Hiroyuki Sugahara    | —                                 |
| 052    | チャイニーズエンゼルカンパニー                                                | Chinese Angel Company                                                             | —                                      | 1992.06              | 1992.11              | Gen Takamochi        | —                                 |
| 053    | 岸和田博士の科学的愛情                                                        | Kishiwada-hakase no Kagakuteki Aijou                                              | —                                      | 1992.06              | 1998.08              | Takezaki Tony        | —                                 |
| 054    | バイキッズ                                                                    | '                                                                                 | —                                      | 1992.06              | 1993.04              |                      | —                                 |
| 055    | 嗚呼!祐天寺家                                                                 | Aa! Yuutenji-ke                                                                   | —                                      | 1992.07              | 1993.07              | Yu Azuki             | —                                 |
| 056    | ウィングハーフ                                                                | '                                                                                 | —                                      | 1992.08              | 1993.09              |                      | —                                 |
| 057    | コアラのアラコ                                                                | '                                                                                 | —                                      | 1992.09              | 1993.01              |                      | —                                 |
| 058    | プギ・ポンマリ                                                                | '                                                                                 | —                                      | 1992.10              | 1997.08              |                      | —                                 |
| 059    | 天水                                                                          | Tensui                                                                            | Tensui, l'eau céleste                  | 1992.10              | 1994.11              | Kazuichi Hanawa      | —                                 |
| 060    | カニロボの気持ち                                                              | '                                                                                 | —                                      | 1992.12              | 1993.08              |                      | —                                 |
| 061    | アセンブラ0X                                                                  | Assembler 0X                                                                      | —                                      | 1992.12              | 1995.08              | Kia Asamiya          | —                                 |
| 061 c  | んんん                                                                        | zzzzz                                                                             | 1993                                   | 1993.00              | 1993.00              | zzzzz                | zzzzz                             |
| 062    | 拡散                                                                          | Kakusan                                                                           | Dispersion                             | 1993.01              | 199?.?               | Hideji Oda           | —                                 |
| 063    | れっどまん                                                                    | '                                                                                 | —                                      | 1993.01              | 1993.07              |                      | —                                 |
| 064    | 弁慶                                                                          | '                                                                                 | —                                      | 1993.02              | 1993.07              | Sinichi Hiromoto     | —                                 |
| 065    | ツヨシもっとしっかりしなさい                                                  | '                                                                                 | —                                      | 1993.02              | 1994.11              | Kiyoshi Nagamatsu    | —                                 |
| 066    | 鍍乱綺羅威挫婀                                                                | '                                                                                 | —                                      | 1993.02              | 1994.06              |                      | —                                 |
| 067    | 午後3時の魔法                                                                 | Gogo Sanji no Mahou                                                               | —                                      | 1993.03              | 199?.?               | Narumi Kakinouchi    | —                                 |
| 068    | 酒場ミモザ                                                                    | '                                                                                 | —                                      | 1993.04              | 1996.11              |                      | —                                 |
| 069    | あっかんべェ一休                                                              | Akkanbe Ikkyuu                                                                    | Ikkyu                                  | 1993.07              | 1996.01              | Hisashi Sakaguchi    | —                                 |
| 070    | パーティジョ〜ク                                                              | '                                                                                 | —                                      | 1993.07              | 1997.09              |                      | —                                 |
| 071    | ぼくはおとうと                                                                | Boku wa Otouto                                                                    | —                                      | 1993.08              | 1994.09              | Shinji Ohara         | —                                 |
| 072    | 空になる青                                                                    | '                                                                                 | —                                      | 1993.08              | 1996.6月             |                      | —                                 |
| 073    | ドミネーター                                                                  | '                                                                                 | —                                      | 1993.09              | 1994.07              |                      | —                                 |
| 074    | ラウドの怪人                                                                  | '                                                                                 | —                                      | 1993.09              | 1994.04              |                      | —                                 |
| 075    | 高密度タコ漫画                                                                | '                                                                                 | —                                      | 1993.09              | 1996.07              |                      | —                                 |
| 076    | BOX                                                                           | '                                                                                 | —                                      | 1993.09              | 1994.11              |                      | —                                 |
| 077    | 小さな巨人                                                                    | '                                                                                 | —                                      | 1993.10              | 1995.04              | Yoshimoto Baron      | —                                 |
| 078    | スカタン野郎                                                                  | Sukatan Yarou                                                                     | —                                      | 1993.10              | 1997.04              | Masayuki Kitamichi   | —                                 |
| 079    | JUNK                                                                          | '                                                                                 | —                                      | 1993.11              | 1994.07              |                      | —                                 |
| 080    | セラフィック・フェザー                                                        | Seraphic Feather                                                                  | —                                      | 1993.11              | 2008.08              | Hiroyuki Utatane     | Toshiya Takeda                    |
| 081    | 土を喰らう                                                                    | '                                                                                 | —                                      | 1993.?               | 1993.?               |                      | —                                 |
| 082    | いろけ食堂                                                                    | '                                                                                 | —                                      | 1993.?               | 1995.09              |                      | —                                 |
| 083    | ぐるぐる                                                                      | '                                                                                 | —                                      | 1993.?               | 1997.03              |                      | —                                 |
| 084    | スモールマンビッグマウス                                                      | Small man Big mouth                                                               | —                                      | 1993.?               | 1993.?               |                      | —                                 |
| 084 c  | んんん                                                                        | zzzzz                                                                             | 1994                                   | 1994.00              | 1994.00              | zzzzz                | zzzzz                             |
| 085    | 警察署長ミリアム                                                              | '                                                                                 | —                                      | 1994.01              | 1995.12              |                      | —                                 |
| 086    | キバクロウ                                                                    | '                                                                                 | —                                      | 1994.01              | 1995.07              |                      | —                                 |
| 087    | 勇午                                                                          | Yugo                                                                              | —                                      | 1994.02              | 2004.08              | Shuu Akana           | Shinji Makari                     |
| 088    | 無限の住人                                                                    | Mugen no Juunin                                                                   | L'Habitant de l'infini                 | 1994.02              | —                    | Hiroaki Samura       | —                                 |
| 089    | 地雷震                                                                        | Jiraishin                                                                         | Jiraishin                              | 1994.02              | 2000.01              | Tsutomu Takahashi    | —                                 |
| 090    | ワイズマン                                                                    | Wiseman                                                                           | —                                      | 1994.03              | 1995.09              | Masaya Hokazono      | —                                 |
| 091    | ガーディアン・エンジェル                                                      | '                                                                                 | —                                      | 1994.04              | 1994.08              |                      | —                                 |
| 092    | やす子の太陽                                                                  | '                                                                                 | —                                      | 1994.04              | 1998.10              |                      | —                                 |
| 093    | A.A.LADY                                                                      | '                                                                                 | —                                      | 1994.05              | 1994.09              |                      | —                                 |
| 094    | そんな奴ァいねぇ!!                                                            | Sonna Yatsua Inee!!                                                               | —                                      | 1994.06              | 2009.12              | Yu Komai             | —                                 |
| 095    | はなしっぱなし                                                                | Hanashippanashi                                                                   | —                                      | 1994.07              | 1996.08              | Daisuke Igarashi     | —                                 |
| 096    | エンブリヲ                                                                    | Enburio                                                                           | —                                      | 1994.08              | 1996.01              | Koushin Ogawa        | —                                 |
| 097    | AQUA                                                                          | AQUA                                                                              | —                                      | 1994.08              | 1995.05              | Kazuhiko Tsuzuki     | —                                 |
| 098    | 要塞学園                                                                      | Yousai Gakuen                                                                     | —                                      | 1994.09              | 1997.07              | Sinichi Hiromoto     | Takeshi Narumi                    |
| 099    | 反町くんには彼女がいない                                                      | Sorimachi-kun ni wa Kanojo ga Inai                                                | —                                      | 1994.09              | 1998.07              | Tasuku Yukawa        | —                                 |
| 100    | ヨコハマ買い出し紀行                                                          | Yokohama Kaidashi Kikō                                                            | —                                      | 1994.09              | 2006.04              | Hitoshi Ashinano     | —                                 |
| 101    | 空想の大きさ                                                                  | '                                                                                 | —                                      | 1994.10              | 1997.08              |                      | —                                 |
| 102    | 大日本天狗党絵詞                                                              | Dainippon Tengu tôekotoba                                                         | Le clan des tengu                      | 1994.10              | 1997.01              | Iou Kuroda           | —                                 |
| 103    | 妖精事件                                                                      | Yousei Jiken                                                                      | —                                      | 1994.12              | 1999.09              | Yun Kouga            | —                                 |
| 103 c  | んんん                                                                        | zzzzz                                                                             | 1995                                   | 1995.00              | 1995.00              | zzzzz                | zzzzz                             |
| 104    | いんちき                                                                      | '                                                                                 | —                                      | 1995.02              | 1999.03              |                      | —                                 |
| 105    | ブルー・ワールド                                                              | Blue World                                                                        | —                                      | 1995.04              | 1997.10              | Yukinobu Hoshino     | —                                 |
| 106    | カームブレイカー                                                              | Calm Breaker                                                                      | —                                      | 1995.05              | 1998.08              | Masatsugu Iwase      | —                                 |
| 107    | Ω                                                                             | Omega                                                                             | —                                      | 1995.06              | 1997.09              | Tadashi Matsumori    | Toshiki Inoue                     |
| 108    | M-Stage                                                                       | M-Stage                                                                           | —                                      | 1995.07              | 1995.12              | Mon-Mon              | —                                 |
| 109    | 龍吟鳳鳴                                                                      | '                                                                                 | —                                      | 1995.07              | 1996.08              |                      | —                                 |
| 110    | 二軍                                                                          | '                                                                                 | —                                      | 1995.10              | 1999.05              |                      | —                                 |
| 111    | THE FISHBONE                                                                  | '                                                                                 | —                                      | 1995.12              | 1997.08              |                      | —                                 |
| 111 c  | んんん                                                                        | zzzzz                                                                             | 1996                                   | 1996.00              | 1996.00              | zzzzz                | zzzzz                             |
| 112    | 歯男                                                                          | '                                                                                 | —                                      | 1996.02              | 1996.09              |                      | —                                 |
| 113    | 我らの流儀                                                                    | '                                                                                 | —                                      | 1996.03              | 1997.09              |                      | —                                 |
| 114    | WHOO?!                                                                        | WHOO?!                                                                            | —                                      | 1996.03              | 1997.07              | Kazuhiko Tsuzuki     | —                                 |
| 115    | 死鬼導凱歌                                                                    | '                                                                                 | —                                      | 1996.04              | 1997.09              |                      | —                                 |
| 116    | GENOMES                                                                       | '                                                                                 | —                                      | 1996.06              | 1997.05              |                      | —                                 |
| 117    | 犬神                                                                          | Inugami                                                                           | Le Réveil du Dieu Chien                | 1996.09              | 2002.10              | Masaya Hokazono      | —                                 |
| 118    | 菫画報                                                                        | Sumire Gahou                                                                      | —                                      | 1996.10              | 1999.06              | Shinji Ohara         | —                                 |
| 119    | 幻蔵人形鬼話                                                                  | Genzou Hitogata Kiwa                                                              | Genzo le marionnettiste                | 1996.10              | 2004.06              | Yuuzou Takada        | —                                 |
| 120    | ハヤ子サケ道をいく                                                            | '                                                                                 | —                                      | 1996.11              | 1997.08              |                      | —                                 |
| 121    | 栄光館殺人事件                                                                | '                                                                                 | —                                      | 1996.12              | 1997.01              | Koushin Ogawa        | —                                 |
| 121 c  | んんん                                                                        | zzzzz                                                                             | 1997                                   | 1997.00              | 1997.00              | zzzzz                | zzzzz                             |
| 122    | BLAME!                                                                        | Blame!                                                                            | BLAME!                                 | 1997.03              | 2003.09              | Tsutomu Nihei        | —                                 |
| 123    | 仮面天使                                                                      | '                                                                                 | —                                      | 1997.04              | 2000.02              |                      | —                                 |
| 124    | スカタン天国                                                                  | Sukatan Paradise                                                                  | —                                      | 1997.05              | 1999.09              | Masayuki Kitamichi   | —                                 |
| 125    | 神・風                                                                        | Kamikaze                                                                          | Kamikaze                               | 1997.05              | 2003.03              | Satoshi Shiki        | —                                 |
| 126    | 越後荒川堂夜話                                                                | '                                                                                 | —                                      | 1997.06              | 1997.08              |                      | —                                 |
| 127    | ヨガのプリンセス プリティヨーガ                                               | '                                                                                 | —                                      | 1997.06              | 1998.05              |                      | —                                 |
| 128    | ヴァンデミエールの翼                                                          | Vandemieru no Tsubasa                                                             | —                                      | 1997.06              | 1998.01              | Mohiro Kitoh         | —                                 |
| 129    | 孤島館殺人事件                                                                | '                                                                                 | —                                      | 1997.08              | 1997.10              | Koushin Ogawa        | —                                 |
| 130    | 砲神エグザクソン                                                              | Cannon God Exaxxion                                                               | Exaxxion                               | 1997.10              | 2004.07              | Kenichi Sonoda       | —                                 |
| 131    | G組のG                                                                        | '                                                                                 | —                                      | 1997.10              | 2005.10              |                      | —                                 |
| 132    | EDEN 〜It's an Endless World!〜                                               | Eden: It's an Endless World!                                                      | Eden                                   | 1997.11              | 2008.08              | Hiroki Endo          | —                                 |
| 133    | 四年生                                                                        | Yonnensei                                                                         | —                                      | 1997.12              | 1998.05              | Shimoku Kio          | —                                 |
| 134    | ガナパの手                                                                    | '                                                                                 | —                                      | 1997.12              | 1999.05              |                      | —                                 |
| 134 c  | んんん                                                                        | zzzzz                                                                             | 1998                                   | 1998.00              | 1998.00              | zzzzz                | zzzzz                             |
| 135    | 愛天明王物語                                                                  | Aiten Myouou Monogatari                                                           | —                                      | 1998.01              | 1999.06              |                      | —                                 |
| 136    | なるたる                                                                      | Narutaru                                                                          | Narutaru                               | 1998.05              | 2003.12              | Mohiro Kitoh         | —                                 |
| 137    | 五年生                                                                        | Gonensei                                                                          | —                                      | 1998.07              | 2001.01              | Shimoku Kio          | —                                 |
| 138    | 電夢時空2                                                                     | Chronowar2                                                                        | —                                      | 1998.09              | 1999.04              | Kazumasa Takayama    | —                                 |
| 139    | 風林火嶄                                                                      | Fuurin Kazan                                                                      | —                                      | 1998.10              | 2001.02              | Masashi Ogawa        | —                                 |
| 140    | なぁゲームをやろうじゃないか!!                                                | Na Game wo Yaoru ja Nai ka!!                                                      | —                                      | 1998.11              | 2002.02              | Akira Nozawa         | —                                 |
| 140 c  | んんん                                                                        | zzzzz                                                                             | 1999                                   | 1999.00              | 1999.00              | zzzzz                | zzzzz                             |
| 141    | ニライカナイ                                                                  | Niraikanai                                                                        | Niraikanai                             | 1999.05              | 2003.01              | Megumu Okada         | —                                 |
| 142    | フォワード                                                                    | Forward                                                                           | —                                      | 1999.05              | 1999.08              | Kazuhisa Kondou      | —                                 |
| 143    | 宇宙家族カールビンソン                                                        | Uchuu Kazoku Carlvinson                                                           | —                                      | 1999.06              | 2000.03              | Yoshitoo Asari       | —                                 |
| 144    | ハトのおよめさん                                                              | Hato Yome                                                                         | —                                      | 1999.09              | —                    | Haguki               | —                                 |
| 145    | 暁の息子                                                                      | Akatsuki no Musuko                                                                | —                                      | 1999.10              | 2000.02              | Natsumi Itsuki       | —                                 |
| 146    | 黄色い本                                                                      | Kiiroi Hon                                                                        | —                                      | 1999.10              | ?.                   | Fumiko Takano        | —                                 |
| 147    | 女禍JOKER                                                                     | Joka                                                                              | —                                      | 1999.11              | 2002.02              | Kouichi Ohnishi      | —                                 |
| 148    | 神戸在住                                                                      | Koube Zaijuu                                                                      | —                                      | 1999.11              | 2006.05              | Kon Kimura           | —                                 |
| 148 c  | んんん                                                                        | zzzzz                                                                             | 2000                                   | 2000.00              | 2000.00              | zzzzz                | zzzzz                             |
| 149    | のぶみのえほん                                                                | Nobumi no Ehon                                                                    | —                                      | 2000.01              | 2001.01              | Nobumi               | —                                 |
| 150    | クーの世界                                                                    | Coo no Sekai                                                                      | —                                      | 2000.01              | 2001.01              | Hideji Oda           | —                                 |
| 151    | 家族のそれから                                                                | Kazoku no Sorekara                                                                | —                                      | 2000.02              | 2000.05              | Asa Higuchi          | —                                 |
| 152    | ぽちょむきん                                                                  | Pucho Mukin                                                                       | —                                      | 2000.02              | 2002.12              | Masayuki Kitamichi   | —                                 |
| 153    | ミルククローゼット                                                            | Milk Closet                                                                       | —                                      | 2000.03              | 2001.10              | Hitoshi Tomizawa     | —                                 |
| 154    | イハーブの生活                                                                | Ihabu no Seikatsu                                                                 | —                                      | 2000.04              | 2002.03              | Hiroyuki Shouji      | —                                 |
| 155    | スマグラー                                                                    | Smuggler                                                                          | —                                      | 2000.05              | 2000.08              | Shōhei Manabe        | —                                 |
| 156    | ANGEL DOLL                                                                    | ANGEL DOLL                                                                        | —                                      | 2000.08              | 2000.10              | Kazuhiko Tsuzuki     | —                                 |
| 157    | 女神調書                                                                      | '                                                                                 | —                                      | 2000.09              | 2000.12              | Shinji Ohara         | —                                 |
| 158    | 天の回廊                                                                      | '                                                                                 | —                                      | 2000.10              | 2001.10              |                      | —                                 |
| 159    | 茄子                                                                          | Nasu                                                                              | Un été andalou et autres aubergines    | 2000.11              | 2002.10              | Iou Kuroda           | —                                 |
| 159 c  | んんん                                                                        | zzzzz                                                                             | 2001                                   | 2001.00              | 2001.00              | zzzzz                | zzzzz                             |
| 160    | 細腕三畳紀                                                                    | Hosoude Sanjouki                                                                  | —                                      | 2001.01              | 2001.10              | Yoshitoo Asari       | —                                 |
| 161    | ヤサシイワタシ                                                                | Yasashii Watashi                                                                  | —                                      | 2001.01              | 2002.02              | Asa Higuchi          | —                                 |
| 162    | SPACE PINCHY                                                                  | Space Pinchy                                                                      | —                                      | 2001.02              | 2002.09              | Takezaki Tony        | —                                 |
| 163    | くまがゆく                                                                    | '                                                                                 | —                                      | 2001.03              | 2004.03              |                      | —                                 |
| 164    | 夢使い                                                                        | Yume Tsukai                                                                       | —                                      | 2001.03              | 2004.02              | Riichi Ueshiba       | —                                 |
| 165    | THE END                                                                       | The End                                                                           | —                                      | 2001.04              | 2002.11              | Shōhei Manabe        | —                                 |
| 166    | てんでフリーズ!                                                               | Tende Freeze!                                                                     | —                                      | 2001.06              | 2004.05              | Isutoshi             | —                                 |
| 167    | アベノ橋魔法☆商店街                                                           | Abenobashi mahou shotengai                                                        | Abenobashi Magical Shopping Street     | 2001.09              | 2003.02              | Kenji Tsuruta        | Gainax                            |
| 168    | STONe                                                                         | STONe                                                                             | —                                      | 2001.11              | 2002.08              | Sinichi Hiromoto     | —                                 |
| 169    | るくるく                                                                      | Lucu Lucu                                                                         | —                                      | 2001.12              | 2009.05              | Yoshitoo Asari       | —                                 |
| 170    | 空談師                                                                        | Kuudanshi                                                                         | —                                      | 2002.03              | 2003.07              | Rokuro Shinofusa     | —                                 |
| 171    | 蔵野夫人                                                                      | '                                                                                 | —                                      | 2002.05              | 2003.02              |                      | —                                 |
| 172    | げんしけん                                                                    | Genshiken                                                                         | Genshiken                              | 2002.06              | 2006.07              | Shimoku Kio          | —                                 |
| 173    | 悪1013                                                                        | Aku 1013                                                                          | —                                      | 2002.08              | 2003.06              | Masashi Ogawa        | —                                 |
| 174    | ムーン・ロスト                                                                | Moon Lost                                                                         | —                                      | 2002.11              | 2004.06              | Yukinobu Hoshino     | —                                 |
| 175    | リトル・フォレスト                                                            | Little Forest                                                                     | —                                      | 2002.12              | 2005.07              | Daisuke Igarashi     | —                                 |
| 176    | 爆音列島                                                                      | Bakuon Rettou                                                                     | Bakuon Rettō                           | 2002.12              | —                    | Tsutomu Takahashi    | —                                 |
| 176 c  | んんん                                                                        | zzzzz                                                                             | 2003                                   | 2003.00              | 2003.00              | zzzzz                | zzzzz                             |
| 177    | 蟲師                                                                          | Mushishi                                                                          | Mushishi                               | 2003.02              | 2008.10              | Yuki Urushibara      | —                                 |
| 178    | 愛読者ボイス選手権 特別版                                                     | '                                                                                 | —                                      | 2003.03              | 2010.02              |                      | —                                 |
| 179    | ヒストリエ                                                                    | Historiē                                                                          | —                                      | 2003.03              | —                    | Hitoshi Iwaaki       | —                                 |
| 180    | もっけ                                                                        | Mokke                                                                             | —                                      | 2003.03              | 2009.07              | Takatoshi Kumakura   | —                                 |
| 181    | ななはん〜七屋ちょこっと繁盛記〜                                              | Nanahan                                                                           | —                                      | 2003.04              | 2007.11              | Tamami Momose        | —                                 |
| 182    | SHADOW SKILL                                                                  | Shadow Skill                                                                      | Shadow Skill                           | 2003.04              | —                    | Megumu Okada         | —                                 |
| 183    | ラブやん                                                                      | Rabuyan                                                                           | —                                      | 2003.04              | —                    | Hiroshi Tamaru       | —                                 |
| 184    | ラブロマ                                                                      | Love Roma                                                                         | —                                      | 2003.05              | 2005.12              | Minoru Toyoda        | —                                 |
| 185    | ACONY                                                                         | Acony                                                                             | —                                      | 2003.05              | 2004.08              | Kei Toume            | —                                 |
| 186    | TOKKO 特公                                                                    | Tokko                                                                             | Tokkō                                  | 2003.06              | 2004.04              | Tohru Fujisawa       | —                                 |
| 187    | ダンダラ                                                                      | Dan-dara                                                                          | —                                      | 2003.08              | 2003.12              | Shuu Akana           | —                                 |
| 188    | マゴロボ                                                                      | Magorobo                                                                          | —                                      | 2003.09              | 2004.05              | Tomii Masako         | —                                 |
| 189    | 犬姫様                                                                        | Dog Princess                                                                      | —                                      | 2003.10              | 2004.04              | Hikaru Ninomiya      | —                                 |
| 190    | おおきく振りかぶって                                                          | Ōkiku Furikabutte                                                                 | —                                      | 2003.11              | —                    | Asa Higuchi          | —                                 |
| 190 c  | んんん                                                                        | zzzzz                                                                             | 2004                                   | 2004.00              | 2004.00              | zzzzz                | zzzzz                             |
| 191    | ラヂオヘッド                                                                  | '                                                                                 | —                                      | 2004.01              | 2004.12              | Younosuke Naitou     | —                                 |
| 192    | くまがくる                                                                    | '                                                                                 | —                                      | 2004.02              | 2005.10              |                      | —                                 |
| 193    | プーねこ                                                                      | Pu~ Neko                                                                          | —                                      | 2004.02              | —                    | Masayuki Kitamichi   | —                                 |
| 194    | 俺と悪魔のブルーズ                                                            | Ore to Akuma no Blues                                                             | Me and the Devil Blues                 | 2004.02              | 2008.04              | Akira Hiramoto       | —                                 |
| 195    | カラプリ                                                                      | Color-Pri!                                                                        | —                                      | 2004.02              | 2004.09              | Kia Asamiya          | —                                 |
| 196    | ほしのこえ                                                                    | Hoshi no Koe                                                                      | —                                      | 2004.04              | 2005.02              | Mizu Sahara          | Makoto Shinkai                    |
| 197    | しおんの王                                                                    | Shion no Ou                                                                       | Kings of Shogi                         | 2004.05              | 2008.06              | Jiro Ando            | Masaru Katori                     |
| 198    | 神社のススメ                                                                  | Jinja no Susume                                                                   | —                                      | 2004.06              | 2006.08              | Yuki Tanaka          | —                                 |
| 199    | アキバ署!                                                                     | Akibashou!                                                                        | —                                      | 2004.07              | 2006.11              | Hiroshi Seo          | —                                 |
| 200    | リンガフランカ                                                                | Lingua Franca                                                                     | —                                      | 2004.08              | 2004.12              |                      | —                                 |
| 201    | GUNSMITH CATS BURST                                                           | Gunsmith Cats Burst                                                               | —                                      | 2004.09              | 2008.11              | Kenichi Sonoda       | —                                 |
| 202    | リトル・ジャンパー                                                            | Little Jumper                                                                     | —                                      | 2004.09              | 2008.10              | Yuuzou Takada        | —                                 |
| 203    | アンダーカレント                                                              | Undercurrent                                                                      | Undercurrent                           | 2004.10              | 2005.10              | Tetsuya Toyoda       | —                                 |
| 204    | ぺし                                                                          | Peshi                                                                             | —                                      | 2004.11              | 2007.12              | Ari Furomae          | —                                 |
| 204 c  | んんん                                                                        | zzzzz                                                                             | 2005                                   | 2005.00              | 2005.00              | zzzzz                | zzzzz                             |
| 205    | すずめすずなり                                                                | Suzume Suzunari                                                                   | —                                      | 2005.01              | 2006.06              | Haru Akiyama         | —                                 |
| 206    | 愛読者ボイス選手権 超拡大版                                                   | '                                                                                 | —                                      | 2005.03              | 2010.02              |                      | —                                 |
| 207    | 終戦のローレライ                                                              | Shuusen no Lorelei                                                                | —                                      | 2005.04              | 2007.11              | Takayuki Kosai       | Takashi Nagasaki                  |
| 208    | 臨死!!江古田ちゃん                                                            | Rinshi!! Ekoda-chan                                                               | —                                      | 2005.04              | —                    | Yukari Takinami      | —                                 |
| 209    | ミシ                                                                          | '                                                                                 | —                                      | 2005.04              | 2005.09              | Iou Kuroda           | —                                 |
| 210    | 巌窟王                                                                        | Gankutsuou                                                                        | —                                      | 2005.05              | 2006.11、2008        | Mahiro Maeda         | —                                 |
| 211    | ハツカネズミの時間                                                            | Hatsukanezumi no Jikan                                                            | —                                      | 2005.07              | 2008.04              | Kei Toume            | —                                 |
| 212    | ガガガガ                                                                      | '                                                                                 | —                                      | 2005.08              | 2007.11              |                      | —                                 |
| 213    | 世界の孫                                                                      | Sekai no Mago                                                                     | —                                      | 2005.10              | 2008.03              | Sabe                 | —                                 |
| 214    | 宙のまにまに                                                                  | Sora no Manimani                                                                  | —                                      | 2005.11              | 2011.08              | Mami Kashiwabara     | —                                 |
| 215    | 3年G組長州先生                                                                | '                                                                                 | —                                      | 2005.11              | 2006.01              |                      | —                                 |
| 215 c  | んんん                                                                        | zzzzz                                                                             | 2006                                   | 2006.00              | 2006.00              | zzzzz                | zzzzz                             |
| 216    | 雲のむこう、約束の場所                                                        | Kumo no Mukou, Yakusoku no Basho                                                  | La Tour au-delà des nuages             | 2006.02              | 2006.10              | Mizu Sahara          | Makoto Shinkai                    |
| 217    | ヴィンランド・サガ                                                            | Vinland Saga                                                                      | Vinland Saga                           | 2006.02              | —                    | Makoto Yukimura      | —                                 |
| 218    | G組のG 猛将伝                                                                 | '                                                                                 | —                                      | 2006.02              | 2006.07              |                      | —                                 |
| 219    | 謎の彼女X                                                                     | Nazo no Kanojo X                                                                  | —                                      | 2006.05              | —                    | Riichi Ueshiba       | —                                 |
| 220    | ナチュン                                                                      | Nachun                                                                            | —                                      | 2006.08              | 2010.04              | Tsuru Daisaku        | —                                 |
| 221    | あたらしい朝                                                                  | Atarashii Asa                                                                     | —                                      | 2006.09              | 2010.12              | Iou Kuroda           | —                                 |
| 222    | パノラマデリュージョン                                                        | Panorama Delusion                                                                 | —                                      | 2006.10              | 2008.03              | Shinji Ohara         | —                                 |
| 223    | くじびき♥アンバランス                                                         | Kujibiki Unbalance                                                                | —                                      | 2006.11              | 2008.02              | Keito Koume          | —                                 |
| 224    | 呪街                                                                          | Jugai                                                                             | —                                      | 2006.12              | 2010.01              | Sou Soumoto          | —                                 |
| 224 c  | んんん                                                                        | zzzzz                                                                             | 2007                                   | 2007.00              | 2007.00              | zzzzz                | zzzzz                             |
| 225    | 巨娘                                                                          | Kyo Musume                                                                        | —                                      | 2007.01              | 2007.09              | Kon Kimura           | —                                 |
| 226    | ミミア姫                                                                      | Mimia Hime                                                                        | —                                      | 2007.01              | 2009.05              | Yutaka Tanaka        | —                                 |
| 227    | 大江戸ロケット                                                                | Oo Edo Rocket                                                                     | —                                      | 2007.04              | 2009.09              | Una Hamana           | Kazuki Nakashima                  |
| 228    | ザリガニ課長                                                                  | Zarigani Kachou                                                                   | —                                      | 2007.05              | 2010.05              | Kenji Sonishi        | —                                 |
| 229    | 吉田家のちすじ                                                                | Yoshidake no Chisuji                                                              | —                                      | 2007.05              | 2010.11              | Morio Nakashima      | —                                 |
| 230    | チノミ                                                                        | Chinomi                                                                           | —                                      | 2007.06              | 2008.08              |                      | —                                 |
| 231    | 元祖ユルヴァちゃん                                                            | Ganso Ylva-chan                                                                   | —                                      | 2007.06              | 2010.11              | Hideo Nishimoto      | —                                 |
| 232    | みんなのきせき                                                                | Minna no Kiseki                                                                   | —                                      | 2007.07              | 2008.03              | Younosuke Naitou     | —                                 |
| 233    | カブのイサキ                                                                  | Kabu no Isaki                                                                     | —                                      | 2007.08              | —                    | Hitoshi Ashinano     | —                                 |
| 234    | 学園夢探偵 獏                                                                 | '                                                                                 | —                                      | 2007.08              | 2007.10              |                      | —                                 |
| 235    | ファンシーGUYきゃとらん                                                       | Fancy Guy Kyatoran                                                                | —                                      | 2007.11              | 2010.02              | Makoto Kubota        | —                                 |
| 236    | ヴァムピール                                                                  | Vampir                                                                            | Vampir                                 | 2007.12              | —                    | Natsumi Itsuki       | —                                 |
| 236 c  | んんん                                                                        | zzzzz                                                                             | 2008                                   | 2008.00              | 2008.00              | zzzzz                | zzzzz                             |
| 237    | トライアルライド                                                              | Trial Ride                                                                        | —                                      | 2008.01              | 2009.07              |                      | Seiji Uozumi                      |
| 238    | スピリット魂                                                                  | Spirit-Damashii                                                                   | —                                      | 2008.01              | —                    | Kouji Akimoto        | —                                 |
| 239    | FLIP-FLAP                                                                     | Flip-Flap                                                                         | —                                      | 2008.03              | 2008.06              | Minoru Toyoda        | —                                 |
| 240    | オクターヴ                                                                    | Octave                                                                            | —                                      | 2008.03              | 2011.02              | Haru Akiyama         | —                                 |
| 241    | 百舌谷さん逆上する                                                            | Mozuya-san Gyakujousuru                                                           | —                                      | 2008.03              | —                    | Rokuro Shinofusa     | —                                 |
| 242    | からん                                                                        | Karan                                                                             | —                                      | 2008.05              | 2011.06              | Kon Kimura           | —                                 |
| 243    | ハックス!                                                                     | Hacks!                                                                            | —                                      | 2008.07              | 2010.06              | Tetsuya Imai         | —                                 |
| 244    | ぢごぷり                                                                      | Digopuri                                                                          | —                                      | 2008.07              | 2010.08              | Shimoku Kio          | —                                 |
| 245    | もえタイ                                                                      | Moe-tai                                                                           | —                                      | 2008.07              | 2008.09              | Iqura Sugimoto       | —                                 |
| 246    | 珈琲時間                                                                      | Koohii Jikan                                                                      | —                                      | 2008.07              | 2009.12              | Tetsuya Toyoda       | —                                 |
| 247    | ベントラーベントラー                                                          | Bentler Bentler                                                                   | —                                      | 2008.08              | 2010.05              |                      | —                                 |
| 248    | DoLL                                                                          | DoLL                                                                              | —                                      | 2008.09              | 2009.10              | Tatsuya Okado        | —                                 |
| 249    | 夏をおぼえる                                                                  | Natsu o Oboeru                                                                    | —                                      | 2008.09              | ?.                   | Tatsuya Okado        | —                                 |
| 250    | 火曜午後9時                                                                   | Kayou Gogo 9-ji                                                                   | —                                      | 2008.09              | ?.                   | Tatsuya Okado        | —                                 |
| 251    | 世界に羽ばたけ轟先生!                                                         | Sekai ni Habatake Todoroki Sensei!                                                | —                                      | 2008.11              | 2010.01              |                      | —                                 |
| 251 c  | んんん                                                                        | zzzzz                                                                             | 2009                                   | 2009.00              | 2009.00              | zzzzz                | zzzzz                             |
| 252    | ZOMBIEMEN                                                                     | Zombie Man                                                                        | —                                      | 2009.01              | —                    | Eri Oka              | Takashi Kisaki                    |
| 253    | バーサス!                                                                     | Wada Yoriko Sakuhinshuu                                                           | —                                      | 2009.02              | 2009.05              | Yoriko Wada          | —                                 |
| 254    | 友達100人できるかな                                                           | Tomodachi 100-nin Dekiru kana                                                     | —                                      | 2009.03              | 2011.04              | Minoru Toyoda        | —                                 |
| 255    | いもうとデイズ                                                                | Imouto Days                                                                       | —                                      | 2009.03              | 2011.04              | Yuki Tanaka          | —                                 |
| 256    | 薬師寺涼子の怪奇事件簿                                                        | Yakushiji Ryouko no Kaiki Jikenbo                                                 | —                                      | 2009.05              | —                    | Narumi Kakinouchi    | Yoshiki Tanaka                    |
| 257    | 武士道シックスティーン                                                        | Bushidou Sixteen                                                                  | —                                      | 2009.05              | 2010.12              | Jiro Ando            | Tetsuya Honda                     |
| 258    | シドニアの騎士                                                                | Sidonia no Kishi                                                                  | Knights of Sidonia                     | 2009.06              | —                    | Tsutomu Nihei        | —                                 |
| 259    | 少年式少女                                                                    | Shounenshiki Shoujo                                                               | —                                      | 2009.10              | 2010.12              | Yoriko Wada          | —                                 |
| 260    | 雪月記                                                                        | Setsugetsuki                                                                      | —                                      | 2009.11              | 2011.02              | Shinobu Inokuma      | Ryouji Yamagami                   |
| 261    | アストライアの天秤                                                            | Astraia no Tenbin                                                                 | —                                      | 2009.                | ?.                   | Etsushi Ogawa        | Ichirou Takeuchi                  |
| 261 c  | んんん                                                                        | zzzzz                                                                             | 2010                                   | 2010.00              | 2010.00              | zzzzz                | zzzzz                             |
| 262    | 水域                                                                          | Suiiki                                                                            | —                                      | 2010.01              | 2010.12              | Yuki Urushibara      | —                                 |
| 263    | BUTTER!!!                                                                     | Butter!!!                                                                         | —                                      | 2010.02              | —                    | Tomoko Yamashita     | —                                 |
| 264    | 雑草女                                                                        | Zassou Onna                                                                       | —                                      | 2010.04              | 2011.11              | Masashi Asaki        | —                                 |
| 265    | 弾丸ティアドロップ                                                            | Dangan Tear Drop                                                                  | —                                      | 2010.05              | 2011.05              | Koma Inami           | —                                 |
| 266    | 18                                                                            | 18                                                                                | —                                      | 2010.06              | 2011.01              | Akira Miyagawa       | —                                 |
| 267    | 秒速5センチメートル                                                           | Byousoku 5 Centimeter                                                             | —                                      | 2010.07              | 2011.05              | Yukiko Seike         | Makoto Shinkai                    |
| 268    | 闘え!! 父さんチョップ                                                         | Tatakae!! Tousan Chop                                                             | —                                      | 2010.09              | 2011.09              | Kenji Sonishi        | —                                 |
| 269    | ブレット・ザ・ウィザード                                                      | Bullet the Wizard                                                                 | —                                      | 2010.09              | —                    | Kenichi Sonoda       | —                                 |
| 270    | ネクログ                                                                      | Nekurogu                                                                          | —                                      | 2010.11              | —                    | Takatoshi Kumakura   | —                                 |
| 271    | げんしけん -二代目-                                                           | Genshiken Nidaime                                                                 | —                                      | 2010.12              | —                    | Shimoku Kio          | —                                 |
| 272    | 侍父                                                                          | Samurai Chichi                                                                    | —                                      | 2010.12              | 2012.04              | Soraku Nishiki       | —                                 |
| 273    | アフタ寺問答201x 特別版                                                       | '                                                                                 | —                                      | 2010.共に3           | ?.                   |                      | —                                 |
| 273 c  | んんん                                                                        | zzzzz                                                                             | 2011                                   | 2011.00              | 2011.00              | zzzzz                | zzzzz                             |
| 274    | ぼくらのよあけ                                                                | Bokura no Yoake                                                                   | —                                      | 2011.03              | 2011.12              | Tetsuya Imai         | —                                 |
| 275    | じゃりテン                                                                    | Jariten                                                                           | —                                      | 2011.04              | 2012.04              | Ginkou Akai          | —                                 |
| 276    | イコン                                                                        | Icon                                                                              | —                                      | 2011.05              | 2012.01              |                      | —                                 |
| 277    | 天地明察                                                                      | Tenchi Meisatsu                                                                   | —                                      | 2011.06              | —                    | Ebishi Maki          | Tow Ubukata                       |
| 278    | 幼軍隊                                                                        | Youguntai                                                                         | —                                      | 2011.08              | —                    | Yuusuke Matsumoto    | —                                 |
| 279    | 零崎双識                                                                      | Zerozaki Soushiki no Ningen Shiken                                                | —                                      | 2011.11              | —                    | Iruka Shiomiya       | Nisioisin                         |
| 280    | 今日のユイコさん                                                              | '                                                                                 | —                                      | 2011.11              | —                    |                      | —                                 |
| 281    | APPLESEED XIII                                                                | Appleseed XIII                                                                    | —                                      | 2011.12              | —                    | Akira Miyagawa       | Masamune Shirow                   |
| 281 c  | んんん                                                                        | zzzzz                                                                             | 2012                                   | 2012.00              | 2012.00              | zzzzz                | zzzzz                             |
| 282    | 勇者ヴォグ・ランバ                                                            | Yūsha Vogu Ranba                                                                  | —                                      | 2012.01              | 2013.3               | Hajime Shōji         | —                                 |
| 283    | 山口とう子が取り調べます。                                                    | Yamaguchi Tōko ga Toori Shirabemasu.                                              | —                                      | 2012.01              | 2013.6               | Morio Nakashima      | —                                 |
| 284    | まじめな時間                                                                  | Majime na Jikan                                                                   | —                                      | 2012.02              | 2012.10              | Yukiko Seike         | —                                 |
| 285    | 天の血脈!                                                                     | Ten no Ketsumyaku                                                                 | —                                      | 2012.03              | 2016.11              | Yoshikazu Yasuhiko   | —                                 |
| 286    | リマスターズ!                                                                 | Rimasutāzu!                                                                       | Remasters!                             | 2012.03              | 2013.3               | Asuka Miyazaki       | —                                 |
| 287    | こたつやみかん                                                                | Kotatsu ya Mikan                                                                  | —                                      | 2012.05              | 2014.06              | Haru Akiyama         | —                                 |
| 288    | カラー連載 GON-ゴン-                                                          | Karā rensai GON                                                                   | Gon - Couleur                          | 2012.05              | 2013.04              | Masashi Tanaka       | —                                 |
| 289    | 午後のお花屋さん                                                              | Gogo no Ohanaya-san                                                               | —                                      | 2012.8               | 2013.2               | Masao Tomozawa       | —                                 |
| 290    | 宝石の国                                                                      | Hōseki no Kuni                                                                    | L'Ère des Cristaux                     | 2012.12              | —                    | Haruko Ichikawa      | —                                 |
| 290 c  | んんん                                                                        | zzzzz                                                                             | 2013                                   | 2013.00              | 2013.00              | zzzzz                | zzzzz                             |
| 291    | たくのこ                                                                      | Takunoko                                                                          | —                                      | 2013.01              | 2013.06              | Sonohito Hanawa      | —                                 |
| 292    | アメゾ・ザ・ボイスはカラスヤサトシのもの / アフタヌーンはカラスヤサトシのもの | Amezo za boisu wa Karasuya Satoshi no mono / Afutanūn wa Karasuya Satoshi no mono | —                                      | 2013.03              | 2016.06              | Satoshi Karasaya     | —                                 |
| 293    | 遠い食卓                                                                      | Tooi Shokutaku                                                                    | —                                      | 2013.03              | 2015.06              | Naoki Ishida         | —                                 |
| 294    | ネメシスの杖                                                                  | Nemeshisu no tsue                                                                 | Nemesis no Tsue                        | 2013.03              | 2013.08              | Ao Akato             | —                                 |
| 295    | 思春期シンドローム                                                            | Shishunki Syndrome                                                                | —                                      | 2013.04              | 2015.04              | Tomo Akaboshi        | —                                 |
| 296    | タナトスの使者                                                                | Thanatos no Shisha                                                                | —                                      | 2013.04              | 2014.11              | Shū Akana            | Jō Yoshida                        |
| 297    | ほしにねがいを                                                                | Hoshi ni Negai o                                                                  | —                                      | 2013.04              | 2013.07              | Takanori Nakagawa    | —                                 |
| 298    | 神様がうそをつく。                                                            | Kami-sama ga Uso o Tsuku                                                          | —                                      | 2013.05              | 2013.09              | Kaori Ozaki          | —                                 |
| 299    | 言の葉の庭                                                                    | Kotonoha no Niwa                                                                  | —                                      | 2013.06              | 2013.12              | Midori Motohashi     | Makoto Shinkai                    |
| 300    | ミズサキマキ 水惑星再開発推進機構                                             | Mizusaki Maki - Mizuwakusei Saikaihatu Suishin Kikō                               | —                                      | 2013.06              | 2014.03              | Yusuke Yoshimoto     | —                                 |
| 301    | さわれぬ神にたたりなし                                                        | Sawarenu Kami ni Tatarinashi                                                      | —                                      | 2013.07              | 2015.04              | Yoake Kannuki        | —                                 |
| 302    | ベムハンター・ソード                                                          | Bemu hantā sōdo                                                                   | Bem Hunter Sword                       | 2013.07              | 2015.02              | Yukinobu Hoshino     | —                                 |
| 303    | マージナル・オペレーション                                                    | Mājinaru operēshon                                                                | Marginal Operation                     | 2013.07              | 2021.03              | Daisuke Kimura       | Yuri Shibamura                    |
| 304    | キヌ六                                                                        | Kinu Roku                                                                         | —                                      | 2013.08              | 2014.07              | Ryōma Nomura         | —                                 |
| 305    | 芸能すまいる日和                                                              | Geinō Smile Biyori                                                                | —                                      | 2013.08              | 2014.07              | Nana Toono           | —                                 |
| 306    | スパイの家                                                                    | Spy no Ie                                                                         | —                                      | 2013.09              | 2015.10              | Amematsu             | Shinji Makari                     |
| 307    | 風姿十二花                                                                    | Fūshi Jūni Hana                                                                   | —                                      | 2013.09              | 2014.08              | Kei Tōme             | —                                 |
| 308    | 星のポン子と豆腐屋れい子                                                      | Hoshi no Ponko to Tōfuya Reiko                                                    | —                                      | 2013.10              | 2013.12              | Takezaki Tony        | Shinji Ohara                      |
| 309    | 月に吠えらんねえ                                                              | Tsuki ni Hoeran nee                                                               | —                                      | 2013.11              | 2019.09              | Yukiko Seike         | —                                 |
| 309 c  | んんん                                                                        | zzzzz                                                                             | 2014                                   | 2014.00              | 2014.00              | zzzzz                | zzzzz                             |
| 310    | コトノバドライブ                                                              | Kotonoba Drive                                                                    | —                                      | 2014.03              | 2017.03              | Hitoshi Ashinano     | —                                 |
| 311    | 白馬のお嫁さん                                                                | Hakuba no Oyome-san                                                               | —                                      | 2014.05              | 2016.07              | Hajime Shōji         | —                                 |
| 312    | マイボーイ                                                                    | Mai bōi                                                                           | My Boy                                 | 2014.05              | 2016.02              | Kon Kimura           | —                                 |
| 313    | 螺旋じかけの海                                                                | Neji Jijake no Umi - Otokita Seitai Kigaku Kenkyūsho                              | —                                      | 2014.05              | 2016.12              | Reiji Nagata         | —                                 |
| 314    | アンダー3                                                                     | Under 3                                                                           | —                                      | 2014.06              | —                    | Shunji Enomoto       | —                                 |
| 315    | パラダイスレジデンス                                                          | Paradaisu Rejidensu                                                               | Paradise Residence                     | 2014.07              | 2016.03              | Kosuke Fujishima     | —                                 |
| 316    | マルさんのスナック                                                            | Maru-san no Snack                                                                 | —                                      | 2014.07              | 2015.04              | Iruka Shiomiya       | —                                 |
| 317    | フラジャイル 病理医岸京一郎の所見                                             | Fragile: Byōrii Kishi Keiichirō no Shoken                                         | —                                      | 2014.08              | —                    | Saburō Megumi        | Bin Kusamizu                      |
| 318    | 波よ聞いてくれ                                                                | Nami yo kiitekure                                                                 | Born to Be On Air!                     | 2014.09              | —                    | Hiroaki Samura       | —                                 |
| 319    | 零崎軋識の人間ノック                                                          | Zerozaki Kishishiki no Ningen Knock                                               | —                                      | 2014.10              | 2016.11              | Chomoran             | NisiOisin                         |
| 320    | 花井沢町公民館便り                                                            | Hanaizawa-chō Kōminkan-dayori                                                     | —                                      | 2014.10              | 2016.08              | Tomoko Yamashita     | —                                 |
| 320 c  | んんん                                                                        | zzzzz                                                                             | 2015                                   | 2015.00              | 2015.00              | zzzzz                | zzzzz                             |
| 321    | あさはかな夢みし                                                              | Asa wa Kana Yume Mishi                                                            | —                                      | 2015.01              | 2017.03              | Yukari Takinami      | —                                 |
| 322    | 葬送のリミット                                                                | Sōsō no Limit                                                                     | —                                      | 2015.05              | 2016.10              | Rokuro Shinofusa     | —                                 |
| 323    | ディザインズ                                                                  | Dizainzu                                                                          | Designs                                | 2015.06              | 2019.05              | Rokuro Shinofusa     | —                                 |
| 324    | そろそろ家の話をしましょう。                                                  | Sorosoro Ie no Hanashi o Shimashō                                                 | —                                      | 2015.07              | 2016.06              | Hideo Nishimoto      | —                                 |
| 325    | カナリアたちの舟                                                              | Canaria-tachi no Fune                                                             | —                                      | 2015.08              | 2016.01              | Misaki Takamatsu     | —                                 |
| 326    | BLACK-BOX                                                                     | '                                                                                 | Black-Box                              | 2015.08              | 2019.05              | Tsutomu Takahashi    | —                                 |
| 327    | Vet's Egg                                                                     | '                                                                                 | —                                      | 2015.09              | 2017.03              | Rya Hozumi           | —                                 |
| 328    | 少女回路                                                                      | Shōjo Kairo                                                                       | —                                      | 2015.11              | 2018.02              | Kimuchi Yokohama     | —                                 |
| 328 c  | んんん                                                                        | zzzzz                                                                             | 2016                                   | 2016.00              | 2016.00              | zzzzz                | zzzzz                             |
| 329    | ぼくは愛を証明しようと思う。                                                  | Boku wa Ai o Shōmei Shiyō to Omō                                                  | —                                      | 2016.01              | 2018.04              | Igumox               | Kazuki Fujisawa                   |
| 330    | 発症区                                                                        | Hasshōshō                                                                         | —                                      | 2016.03              | 2017.10              | Itoman               | —                                 |
| 331    | 彼女と彼女の猫                                                                | Kanojo to Kanojo to Neko                                                          | —                                      | 2016.04              | 2016.07              | Tsubasa Yamaguchi    | Makoto Shinkai                    |
| 332    | インハンド 紐倉博士とまじめな右腕                                             | In Hand: Himokura Hakase to Majime na Migiude                                     | —                                      | 2016.05              | 2016.07              | Ao Akato             | —                                 |
| 333    | 探偵プロビデンス 迷宮事件解明録                                               | Tantei Providence Meikyū Jiken Kaimeiroku                                         | —                                      | 2016.06              | 2016.09              | Sun Tonoki           | —                                 |
| 334    | トップウGP                                                                    | Toppu GP                                                                          | —                                      | 2016.07              | —                    | Kosuke Fujishima     | —                                 |
| 335    | 小さな恋のやおよろず                                                          | Chīsana koi no ya o yorozu                                                        | —                                      | 2016.07              | 2019.01              | Chima                | —                                 |
| 336    | ライフ2 ギバーテイカー                                                        | Raifu 2: Gibaa Teikaa                                                             | Life 2 Giver Taker                     | 2016.08              | 2018.12              | Keiko Suenobu        | —                                 |
| 337    | 球場三食                                                                      | Kyūjō Sajiki                                                                      | —                                      | 2016.08              | 2018.03              | Yasuhiro Watanabe    | —                                 |
| 338    | あやつき                                                                      | Ayatsuki                                                                          | —                                      | 2016.09              | 2017.11              | Atarō Terada         | —                                 |
| 339    | 聖域コンシェルジュ                                                            | Seiiki konsheruju                                                                 | —                                      | 2016.09              | 2017.10              | Minira Suzuki        | —                                 |
| 340    | ソフトメタルヴァンパイア                                                      | Soft Metal Vampire                                                                | —                                      | 2016.10              | 2019.02              | Hiroki Endo          | —                                 |
| 341    | あしあと探偵                                                                  | Ashiato Tantei                                                                    | —                                      | 2016.11              | 2017.10              | Yuri Sonoda          | —                                 |
| 342    | 春と盆暗                                                                      | Haru to Bonkura                                                                   | —                                      | 2016.11              | 2017.02              | Kon Kumakura         | —                                 |
| 343    | 僕のクラスの織田君は                                                          | Boku no kurasu no Oda-kun wa                                                      | —                                      | 2016.11              | 2017.06              | Sotaka Akitsu        | —                                 |
| 344    | 大上さん、だだ漏れです。                                                      | Oogami-san, Dadamore desu                                                         | —                                      | 2016.12              | 2020.01              | Yū Yoshidamaru       | —                                 |
| 344 c  | んんん                                                                        | zzzzz                                                                             | 2017                                   | 2017.00              | 2017.00              | zzzzz                | zzzzz                             |
| 345    | あたりのキッチン!                                                             | Atari no Kitchen                                                                  | —                                      | 2017.01              | 2018.11              | Yuki Shirono         | —                                 |
| 346    | 青野くんに触りたいから死にたい                                                | Aono-kun ni Sawaritai kara Shinitai                                               | —                                      | 2017.02              | —                    | Umi Shiina           | —                                 |
| 347    | ミコさんは腑に落ちない                                                        | Miko-san wa funiochinai                                                           | —                                      | 2017.02              | 2018.01              | Itsu Iero            | —                                 |
| 348    | イサック                                                                      | Isakku                                                                            | Issak                                  | 2017.03              | —                    | DOUBLE-S             | Shinji Makari                     |
| 349    | もう、しませんから。 〜アフタヌーン激流編〜                                   | Mō, shimasen kara 〜 Afutanūn gekiryū-hen 〜                                      | —                                      | 2017.03              | 2020.02              | Hideo Nishimoto      | —                                 |
| 350    | シンギュラリティは雲をつかむ                                                  | Singularity wa Kumo wo tsukamu                                                    | —                                      | 2017.04              | 2018.06              | Toshiki Sonoda       | —                                 |
| 351    | 魃鬼                                                                          | Bakki                                                                             | —                                      | 2017.05              | 2018.04              | Saki Shimokawa       | —                                 |
| 352    | 我らコンタクティ                                                              | Warera Contactee                                                                  | —                                      | 2017.05              | 2017.11              | Rui Morita           | —                                 |
| 353    | バギーウィップ                                                                | Buggy Whip                                                                        | —                                      | 2017.06              | 2018.09              | Suguru Oono          | —                                 |
| 354    | 大蜘蛛ちゃんフラッシュ・バック                                                | Ookumo-chan Flashback                                                             | —                                      | 2017.07              | 2020.08              | Riichi Ueshiba       | —                                 |
| 355    | ブルーピリオド                                                                | Burū Piriodo                                                                      | Blue Period                            | 2017.08              | —                    | Yamaguchi Tsubasa    | —                                 |
| 356    | しったかブリリア                                                              | Sittaka Brillia                                                                   | —                                      | 2017.09              | 2018.07              | Coffee               | —                                 |
| 357    | 来世は他人がいい                                                              | Raise wa Tanin ga Ī                                                               | —                                      | 2017.10              | —                    | Asuka Konishi        | —                                 |
| 358    | 金のひつじ                                                                    | Kin no Hitsuji                                                                    | —                                      | 2017.11              | 2019.04              | Kaori Ozaki          | —                                 |
| 359    | 恋の罪 -エルネスティナ-                                                       | Koi no Tsumi: Ernestine                                                           | —                                      | 2017.12              | 2019.09              | Kaori Ozaki          | —                                 |
| 360    | ダレカノセカイ                                                                | Dareka no Sekai                                                                   | —                                      | 2017.12              | 2018.12              | Shinji Mito          | —                                 |
| 360 c  | んんん                                                                        | zzzzz                                                                             | 2018                                   | 2018.00              | 2018.00              | zzzzz                | zzzzz                             |
| 361    | 全生物に告ぐ                                                                  | Zenseibutsu ni Tsugu                                                              | —                                      | 2018.01              | 2019.01              | Kōta Oohira          | —                                 |
| 362    | 天国大魔境                                                                    | Tengoku Daimakyō                                                                  | Heavenly Delusion                      | 2018.03              | —                    | Masazaku Ishiguro    | —                                 |
| 363    | 帰ってきたカラスヤサトシ                                                      | Kaettekita Karasuya Satoshi                                                       | —                                      | 2018.03              | —                    | Satoshi Karasuya     | —                                 |
| 364    | はしっこアンサンブル                                                          | Hashikko Ensemble: Hahon Kōgyō Kōkō Gasshōbu                                      | —                                      | 2018.04              | 2022.03              | Shimoku Kio          | —                                 |
| 365    | 猫が西向きゃ                                                                  | Neko ga Nishi Mukya                                                               | Flow                                   | 2018.06              | 2021.02              | Yuki Urushibara      | —                                 |
| 366    | 概念ドロボウ                                                                  | Gainen Dorobō                                                                     | —                                      | 2018.08              | 2019.09              | Ikkō Tanaka          | —                                 |
| 367    | スキップとローファー                                                          | Sukippu to Rōfā                                                                   | Skip and Loafer                        | 2018.10              | —                    | Misaki Takamatsu     | —                                 |
| 368    | 乾と巽 -ザバイカル戦記-                                                       | Inui to Tatsumi: Siberia Shuppei Hishi                                            | —                                      | 2018.11              | —                    | Yoshikazu Yasuhiko   | —                                 |
| 369    | おあいにくさま!                                                               | Oainikusama!                                                                      | —                                      | 2018.12              | 2019.09              | Yoshiko Kon          | —                                 |
| 369 c  | んんん                                                                        | zzzzz                                                                             | 2019                                   | 2019.00              | 2019.00              | zzzzz                | zzzzz                             |
| 370    | ああっ就活の女神さまっ                                                        | Aa Shūkatsu no Megami-sama                                                        | —                                      | 2019.03              | 2021.12              | Kumichi Yoshizuki    | Uhei Aoki                         |
| 371    | ワンダンス                                                                    | Wandansu                                                                          | Wandance                               | 2019.03              | —                    | Coffee               | —                                 |
| 372    | 無限の住人 〜幕末ノ章〜                                                       | Mugen no Jūnin ~ Nakumatsu no Fumi ~                                              | L'Habitant de l'infini - Bakumatsu Arc | 2019.07              | —                    | Ryū Suenobu          | Kenji Takigawa / Hiroaki Samura   |
| 373    | HUMAN LOST 人間失格                                                           | Ningen Shikkaku                                                                   | Human Lost                             | 2019.08              | 2019.12              | Ryūsuke Takashiro    | Osamu Dazai / MAGNET / Slow Curve |
| 374    | 天気の子                                                                      | Tenki no Ko                                                                       | Les Enfants du Temps                   | 2019.09              | 2020.10              | Wataru Kubota        | Makoto Shinkai                    |
| 375    | 十角館の殺人                                                                  | Jūkakukan no satsujin                                                             | The Decagon House Murders              | 2019.10              | —                    | Hiro Kiyohara        | Yutiko Ayatsuji                   |
| 375 c  | んんん                                                                        | zzzzz                                                                             | 2020                                   | 2020.00              | 2020.00              | zzzzz                | zzzzz                             |
| 376    | 友達として大好き                                                              | Tomodachi to Shite Daisuki                                                        | —                                      | 2020.03              | 2021.07              | Mikumi Yuchi         | —                                 |
| 377    | もう、しませんから。 〜青雲立志編〜                                           | Mō shimasen kara ~ Seiun risshi-hen ~                                             | —                                      | 2020.03              | —                    | Hideo Nishimoto      | —                                 |
| 378    | メダリスト                                                                    | Medalist                                                                          | —                                      | 2020.07              | —                    | Ikada Tsuruma        | —                                 |
| 379    | ダーウィン事変                                                                | Darwin Jihen                                                                      | —                                      | 2020.08              | —                    | Shun Umezawa         | —                                 |
| 380    | スポットライト                                                                | Spotlight                                                                         | —                                      | 2020.09              | 2021.09              | Kaze Miura           | —                                 |
| 380 c  | んんん                                                                        | zzzzz                                                                             | 2021                                   | 2021.00              | 2021.00              | zzzzz                | zzzzz                             |
| 381    | Q、恋ってなんですか？                                                         | Q, Koi tte nan desu ka?                                                           | —                                      | 2021.06              | —                    | Fiok Lee             | —                                 |
| 382    | 魔王の帰還                                                                    | Maō no Kikan                                                                      | —                                      | 2021.06              | 2021.09              | Nori Arashiyama      | Michi Ichiho                      |
| 383    | アイの歌声を聴かせて                                                          | Ai no Utagoe o Kikasete                                                           | Sing a Bit of Harmony                  | 2021.08              | —                    | Megumu Maeda         | —                                 |
| 384    | ビターエンドロール                                                            | Bitter End Roll                                                                   | —                                      | 2021.08              | —                    | Shun Sakura          | —                                 |
| 385    | 天狗の台所                                                                    | Tengu no Daidokoro                                                                | —                                      | 2021.11              | —                    | Ai Tanaka            | —                                 |
| 996 01 | んんん                                                                        | zzzzz                                                                             | En cours                               | 9996.01              | 9996.1968 00         | zzzzz                | zzzzz                             |
| 997 01 | 00000                                                                         | 00000                                                                             | 0-9                                    | 9997.01              | 9997.01              | 00000                | 00000                             |
| 998 01 | あ                                                                            | zzzzz                                                                             | あ à お                                | 9998.01              | 9998.01              | zzzzz                | zzzzz                             |
| 998 02 | か                                                                            | zzzzz                                                                             | か à こ                                | 9998.02              | 9998.02              | zzzzz                | zzzzz                             |
| 998 03 | さ                                                                            | zzzzz                                                                             | さ à そ                                | 9998.03              | 9998.03              | zzzzz                | zzzzz                             |
| 998 04 | た                                                                            | zzzzz                                                                             | た à と                                | 9998.04              | 9998.04              | zzzzz                | zzzzz                             |
| 998 05 | な                                                                            | zzzzz                                                                             | な à の                                | 9998.05              | 9998.05              | zzzzz                | zzzzz                             |
| 998 06 | は                                                                            | zzzzz                                                                             | は à ほ                                | 9998.06              | 9998.06              | zzzzz                | zzzzz                             |
| 998 07 | ま                                                                            | zzzzz                                                                             | ま à も                                | 9998.07              | 9998.07              | zzzzz                | zzzzz                             |
| 998 08 | や                                                                            | zzzzz                                                                             | や à よ                                | 9998.08              | 9998.08              | zzzzz                | zzzzz                             |
| 998 09 | ら                                                                            | zzzzz                                                                             | ら à ろ                                | 9998.09              | 9998.09              | zzzzz                | zzzzz                             |
| 998 10 | わ                                                                            | zzzzz                                                                             | わ à を                                | 9998.10              | 9998.10              | zzzzz                | zzzzz                             |
| 998 11 | ん                                                                            | zzzzz                                                                             | ん                                     | 9998.11              | 9998.11              | zzzzz                | zzzzz                             |
| 999 01 | んんん                                                                        | A                                                                                 | A                                      | 9999.01              | 9999.01              | A                    | A                                 |
| 999 02 | んんん                                                                        | B                                                                                 | B                                      | 9999.02              | 9999.02              | B                    | B                                 |
| 999 03 | んんん                                                                        | C                                                                                 | C                                      | 9999.03              | 9999.03              | C                    | C                                 |
| 999 04 | んんん                                                                        | D                                                                                 | D                                      | 9999.04              | 9999.04              | D                    | D                                 |
| 999 05 | んんん                                                                        | E                                                                                 | E                                      | 9999.05              | 9999.05              | E                    | E                                 |
| 999 06 | んんん                                                                        | F                                                                                 | F                                      | 9999.06              | 9999.06              | F                    | F                                 |
| 999 07 | んんん                                                                        | G                                                                                 | G                                      | 9999.07              | 9999.07              | G                    | G                                 |
| 999 08 | んんん                                                                        | H                                                                                 | H                                      | 9999.08              | 9999.08              | H                    | H                                 |
| 999 09 | んんん                                                                        | I                                                                                 | I                                      | 9999.09              | 9999.09              | I                    | I                                 |
| 999 10 | んんん                                                                        | J                                                                                 | J                                      | 9999.10              | 9999.10              | J                    | J                                 |
| 999 11 | んんん                                                                        | K                                                                                 | K                                      | 9999.11              | 9999.11              | K                    | K                                 |
| 999 12 | んんん                                                                        | L                                                                                 | L                                      | 9999.12              | 9999.12              | L                    | L                                 |
| 999 13 | んんん                                                                        | M                                                                                 | M                                      | 9999.13              | 9999.13              | M                    | M                                 |
| 999 14 | んんん                                                                        | N                                                                                 | N                                      | 9999.14              | 9999.14              | N                    | N                                 |
| 999 15 | んんん                                                                        | O                                                                                 | O                                      | 9999.15              | 9999.15              | O                    | O                                 |
| 999 16 | んんん                                                                        | P                                                                                 | P                                      | 9999.16              | 9999.16              | P                    | P                                 |
| 999 17 | んんん                                                                        | Q                                                                                 | Q                                      | 9999.17              | 9999.17              | Q                    | Q                                 |
| 999 18 | んんん                                                                        | R                                                                                 | R                                      | 9999.18              | 9999.18              | R                    | R                                 |
| 999 19 | んんん                                                                        | S                                                                                 | S                                      | 9999.19              | 9999.19              | S                    | S                                 |
| 999 20 | んんん                                                                        | T                                                                                 | T                                      | 9999.20              | 9999.20              | T                    | T                                 |
| 999 21 | んんん                                                                        | U                                                                                 | U                                      | 9999.21              | 9999.21              | U                    | U                                 |
| 999 22 | んんん                                                                        | V                                                                                 | V                                      | 9999.22              | 9999.22              | V                    | V                                 |
| 999 23 | んんん                                                                        | W                                                                                 | W                                      | 9999.23              | 9999.23              | W                    | W                                 |
| 999 24 | んんん                                                                        | X                                                                                 | X                                      | 9999.24              | 9999.24              | X                    | X                                 |
| 999 25 | んんん                                                                        | Y                                                                                 | Y                                      | 9999.25              | 9999.25              | Y                    | Y                                 |
| 999 26 | んんん                                                                        | Z                                                                                 | Z                                      | 9999.26              | 9999.26              | Z                    | Z                                 |